# 강임준
강임준(姜任駿, 1955년 9월 20일~)은 대한민국의 정치인, 기업인이다. 민선 7·8기 전라북도 군산시장이다. 전북특별자치도 군산시 출생이다.

## 생애
1989년부터 1990년 간 군산 민족민주운동연합 상임의장, 1990년부터 1992년까지 민주주의민족통일군산연합 상임의장, 1997년부터 2001년까지 참여자치 군산시민연대 자문위원 등 군산 지역 사회단체에서 활동하였다.
이후 유한회사 신일 대표이사를 지내며 기업체를 운영하다가, 1998년 제6대 전라북도의회의원에 당선되었고, 재선되어 2006년까지 군산을 선거구로 제7대 전라북도의원으로 활동하였다.
2018년 민선7기 군산시장에 당선되었다.
2020년 3월 27일 코로나 검사를 받기 위해 대기하던 시민과 얘기하던 보건소 직원이 강임준 군산시장이 떠난다는 소식을 듣고 대화를 중단하고 강임준의 차량으로 향하자 시민 A씨는 항의하였고, 이에 강임준은 “내가 시장이다 XX야. 어린놈의 XX. 뚫린 입이라고 싸가지 없게. 저런 것은 집어넣어 버려야 해”와 같이 욕설을 하였다.
2022년 11월 28일 제8회 지방선거와 관련하여 현금 제공 매수 및 이해유도 범죄사실로 공직선거법위반 죄로 불구속 기소되었다. 검찰은 징역 1년을 구형했으며 강임준은 기소 후 김학의 변호사와 공안검사 출신 변호사를 선임하였다. 이후 전주지방법원 군산지원 형사1부(재판장 정성민)는 범죄의 증명이 없다는 이유로 무죄를 선고했다. 이후 항소심인 광주고법 전주재판부 제1형사부(재판장 부장판사 백강진)에서도 진술의 신빙성을 이유로 검찰의 항소를 기각했다.

## 학력
- 대야초등학교 졸업
- 군산중학교 졸업
- 군산고등학교 졸업
- 한국외국어대학교 일본어대학 일본어과 졸업

## 경력
- (유)신일 대표이사[8]
- 1998.07~2002.06: 제6대 민선 2기 전라북도의회 의원(민선 2기, 전북 군산시 제3선거구, 새정치국민회의→새천년민주당, 초선)
- 2002.07~2006.06: 제7대 민선 3기 전라북도의회 의원(민선 3기, 전북 군산시 제2선거구, 새천년민주당→민주당, 재선)
- 군산배드민턴협회 회장
- 열린우리당 전라북도당 사무처장
- 제19대 대통령선거 더불어민주당 문재인후보 전북 군산시 선거대책위원회 공동선거대책위원장
- 2018.07~: 제43·44대 전북특별자치도 군산시장(민선 7·8기, 더불어민주당, 재선)

## 범죄전력

### 재판 방청하며 소동
1989년 강임준은 주한미군 하레이더 중사가 군산 주민 정판용씨를 살해한 혐의에 대한 재판을 방청하다 범인이 불구속 상태에 있는 것을 항의하며 소란과 충돌을 일으켜(폭력행위등처벌에관한법률위반) 법원의 권위를 침해(특수법정소동)하였다.
1989년 12월 29일 오후 2시 전주지방법원은 구속 기소된 강임준에게 징역 10월을 선고하였다.
1990년 2월 27일 항소심 재판부는 원심 판결을 파기하고 강임준에게 특수법정소동, 폭력행위등처벌에관한법률위반 혐의로 징역 10월, 집행유예 2년을 선고하였다. 1993년 3월 6일 사면되었다.

### 사업장 안전관리 불량으로 근로자 사망·무면허 지게차 운전 지시
강임준은 전라북도 군산시에 공장을 둔 유한회사 신일의 대표이사를 재직하여 소속 근로자에 대한 안전보건에 관한 관리책임이 존재하였다.
2012년 9월 13일 16시 경 유한회사 신일에 속한 근로자 G(당시 52세)는 강임준의 지시를 받아 군산시의 공장 내 2DIP 고지 보관 및 투입공정에서 고지를 묶은 철사를 제거하는 작업을 하고 있었으며, 또다른 유한회사 신일의 근로자 C는 지게차를 운전하여 지게차로 고지를 건물 벽 쪽으로 운반하는 업무를 하게 되었다. 강임준은 유한회사 신일의 사업주(대표이사)로서 굴착, 채석, 하역, 벌목, 운송, 조작, 운반, 해체, 중량물 취급, 그밖의 작업을 할 때 불량한 작업방법 등으로 인하여 발생하는 위험을 방지하기 위하여 필요한 조치를 하여야 한다. 따라서 차량계, 하역운반기계 등에 화물을 적재하는 경우 운전자의 시야를 가리지 않도록 하여야 하고, 전ㆍ후방 및 좌우를 잘 살펴 지게차의 진로에 작업자가 있는지를 잘 살핀 다음 운행하여 사고를 미리 방지하여야 할 업무상 주의 의무가 있었다. 그러나 이를 게을리하여 적재 작업을 함에 있어 지게차 운전자의 시야를 확보하거나 차량을 유도할 수 있는 작업유도자를 배치하지 않고 위험을 방지하기 위하여 필요한 조치를 하지 아니하였다. C의 시야가 가린 상태에서 지게차를 운전하도록 한 상황에 G가 고지 적재 및 철사 제거 작업을 하도록 하였고(산업안전보건법위반), 이로 인하여 C는 전ㆍ후방 및 좌우를 살피지 않고 G가 고지 더미 뒤편에서 작업 중인 것을 제대로 확인하지 아니한 채 지게차를 운행하게 되었다. 따라서 같은 날 17시 경 G는 고지 더미 사이에 끼어 협착되어 사망(업무상과실치사)하였다.
사업주는 유해하거나 위험한 작업으로서 지게차를 사용하여 행하는 작업은 건설기계관리법에서 규정하는 자격 또는 면허를 가진 자가 취급하여야 하고, 3t 이상의 지게차는 지게차 조종면허를 취득한 자만 운전이 가능하다. 그럼에도 강임준은 2012년 10월 10일 경 조종면허가 없는 근로자 H에게 3.5t 지게차를 운전하도록 하였다(산업안전보건법위반).
2013년 8월 7일 전주지방법원 군산지원은 강임준에게 산업안전보건법위반, 업무상과실치사 혐의로 벌금 200만원을 선고하였다.

## 역대 선거 결과
|  | 71.34% |

|  | 70.72% |

|  | 49.15% |

|  | 68.24% |